# 卡尔·阿尔弗雷德·彼得森
卡尔·阿尔弗雷德·彼得森（挪威語：Carl Alfred Pedersen，1882年5月5日—1960年6月25日），挪威男子体操运动员。他曾获得1908年夏季奥运会男子团体全能银牌和1912年夏季奥运会男子团体瑞典体操铜牌。